# Parasmittina spiculata
Parasmittina spiculata är en mossdjursart som beskrevs av Gluhak, Lewis och Popijak 2007. Parasmittina spiculata ingår i släktet Parasmittina och familjen Smittinidae. Inga underarter finns listade i Catalogue of Life.